# 森本英夫
森本 英夫（もりもと ひでお、1934年1月26日 - 2022年3月27日）は、日本のフランス語学者、翻訳家。大阪市立大学・甲南女子大学名誉教授。

## 人物
神奈川県横浜市生まれ。1957年名古屋大学文学部卒、1962年早稲田大学大学院文学研究科博士課程中退。1976年「フランス語動詞時称の統辞的分析と記述の方法に関する試論」で文学博士。大阪市立大学講師、助教授、教授、1997年定年退官、名誉教授、甲南女子大学教授、2003年退職、名誉教授、2005年京都外国語大学教授、2009年退任。
中世フランス語が専門。中世ロマンス、幕末フランス人が見た日本、料理書などを翻訳した。
2022年3月27日、心不全のため死去。88歳没。死没日をもって正四位に叙され、瑞宝中綬章を追贈された。

## 単著
- 『フランス語の社会学 フランス語史への誘い』（駿河台出版社） 1988
- 『中世フランスの食 『料理指南』・『ヴィアンディエ』・『メナジエ・ド・パリ』』（駿河台出版社）　2004
- 『ポケット・グルメ仏和事典 フランス語を知らなくても使える』（駿河台出版社）　2005

## 共編著
- 『フランス語の心をたずねて』（堀田郷弘共著、高文堂新書） 1977
- 『フランス文法参考書・リュミエール』（三野博司共著、駿河台出版社） 1992
- 『新・リュミエール フランス文法参考書』（三野博司共著、駿河台出版社） 2000
- 『プチット・リュミエール フランス文法参考書』（三野博司共著、駿河台出版社） 2003
- 『フランス文化を理解するための語彙集』（舟杉真一共著、駿河台出版社） 2009
- 『増補改訂版 新リュミエール フランス文法参考書 CD-ROM付』（三野博司共著、駿河台出版社） 2013

## 翻訳
- 『英語史研究入門』（Joseph Delcourt、大泉昭夫,三浦常司共訳、開文社出版） 1976
- 『英語の語彙』（ポール・バケ、大泉昭夫共訳、白水社、文庫クセジュ） 1976
- 『英語の語源』（ポール・バケ、大泉昭夫共訳、白水社、文庫クセジュ） 1978
- 『ファブリオ 中世フランス風流譚』（東洋文化社、メルヘン文庫） 1980
- 『レ - 中世フランス恋愛譚』（マリ・ド・フランス、本田忠雄共訳、東洋文化社、メルヘン文庫） 1980
- 『フランス中世艶笑譚』（訳編、社会思想社、現代教養文庫） 1984
- 『フランス中世処世譚』（訳編、社会思想社、現代教養文庫） 1985
- 『スイス領事の見た幕末日本』（ルドルフ・リンダウ、新人物往来社） 1986
- 『モンブランの日本見聞記 フランス人の幕末明治観』（新人物往来社） 1987
- 『フランス中世滑稽譚』（西沢文昭共訳編、社会思想社、現代教養文庫） 1988
- 『王子クレオマデスの冒険 ヨーロッパ中世ロマン』（アドネ・ル・ロワ原作、ジャン・マルシャン再話、社会思想社、現代教養文庫） 1989、のち文元社
- 『バビロニアの幽閉塔 ヨーロッパ中世ロマン』（社会思想社、現代教養文庫） 1989、のち文元社
- 『ジイド』（ジャック・ヴィエ、津川広行共訳、ヨルダン社、作家と人間叢書） 1989
- 『フランス艦長の見た堺事件』（プティ・トゥアール、新人物往来社） 1993
- 『妖精メリュジーヌ伝説』（クードレット、伝田久仁子共訳、社会思想社、現代教養文庫） 1995、のち文元社
- 『英語語源学』（ジャン=ジャック・ブランショ、大泉昭夫共訳、白水社、文庫クセジュ） 1999
- 『シェフ、美食の大地をめぐる』（アラン・デュカス、堀田郷弘共訳、原書房） 2000
- 『聖王ルイ』（ジャック・ル・ゴフ、岡崎敦,堀田郷弘共訳、新評論） 2001
- 『フランスの料理人 17世紀の料理書』（ラ・ヴァレンヌ、駿河台出版社） 2009

## 参考
- 森本英夫教授略歴・業績目録 (森本英夫教授退任記念号) 人文研究 1996
- 森本英夫教授御退職によせて 甲斐基文 甲南女子大学ヨーロッパ文学研究 2003
- 森本英夫 - researchmap
- ラ・ヴァレンヌ『フランスの料理人』―17世紀の料理書 - Amazon.co.jp